# Кониссай
Конисса́й (каз. Қоныссай) — село у складі Теректинського району Західноказахстанської області Казахстану. Входить до складу Долинського сільського округу.
У радянські часи село називалось Ферма № 3 совхоза Долинський або Отділення № 3 Долинський.
Населення — 90 осіб (2021; 151 у 2009, 260 у 1999, 287 у 1989).